# Pambo
San Pambo, en árabo-copto  بموا o بيموا (Bemwa o Bemwah) (304 circa – 374), fue uno de los Padres del desierto.

## Biografía
Pambo nació alrededor del 304 en Egipto y fue discípulo de San Antonio abad. Fue ordenado aproximadamente en el 340 y se dice que san Macario de Alejandría estuvo presente a la ceremonia.
Pambo fue uno de los primeros en seguir la vida eremítica en el Desierto de Nitria, donde fundó varios monasterios. Fue uno de los primeros compañeros de san Ammonio de Nitria.
Fue muy respetado por su sabiduría: según la tradición, con frecuencia era visitado por algunas de las más importantes figuras de su época, incluyendo a san Atanasio de Alejandría, santa Melania la Vieja o san Rufino.
Pambo fue el padre espiritual de muchos santos, incluyendo a san Bishoi de Nitria y a san Juan el Enano. Melania se encontraba junto a Pambo cuando falleció alrededor del 374.
La hagiografía del santo fue escrita por Palladio de Galacia alrededor del 420.

## Culto
La festividad de san Pambo se celebra el 18 julio.